# 家庭動態調查
家庭動態調查（英語：Panel Study of Family Dynamics, PSFD）是由中央研究院進行的一項長期追蹤調查。透過追蹤資料的蒐集，探討華人社會的家庭面貌及動態變化。
此項調查計畫自1998年啟動，並於1999年展開第一次調查。於1999-2012年間，每年進行一次訪問，2012年訪問後，改為每2年訪問一次。至2022年，已完成19次追蹤調查。調查對象涵蓋1935-1991年出生的臺灣民眾（主樣本）。同時，自2000年起，也將主樣本年滿16歲的子女納入追蹤。目前持續追蹤六千多位受訪對象，累計已訪問超過一萬名台灣人民眾。
此項調查的訪問內容十分多元，常態詢問的核心題目涵蓋工作、婚姻、居住安排、家庭決策與收支、親子互動等內容。並視研究需要於各期問卷中加掛部分非常態詢問題目。透過長期紀錄民眾生活的點滴，提供學界探究社會面貌與變遷的重要素材。
調查原始資料在經過整理，並刪除所有可識別受訪者的內容後，於學術調查研究資料庫（Survey Research Data Archive, SRDA）對外公開，提供國內外學者及學生進行研究分析。二十多年間除了產出許多學術論文，也有許多貼近民眾生活的有趣的研究發現，並獲媒體報導。

## 外部連結
- 家庭動態調查官方網站 （页面存档备份，存于）
- 學術調查研究資料庫，家庭動態調查簡介與釋出 （页面存档备份，存于）